# Primera ofensiva de Al Hasakah
La Primera ofensiva de Al Hasakah fue una ofensiva militar enmarcada en la Guerra Civil Siria, ejecutada en la gobernación homónima por las fuerzas kurdas y sus aliados con el fin de recuperar las áreas del cantón de Jazira que se encontraban en manos de los terroristas del grupo Estado Islámico. El Ejército Árabe Sirio lanzó su propia ofensiva, independientemente de los kurdos.

## Trasfondo
En febrero de 2014, varias localidades del este del cantón de Jazira cayeron bajo control de Estado Islámico. El 23 de junio de 2014, Estado Islámico llegó a Tell Brak y sus alrededores, así como a las afueras de la ciudad de Al Hasakah. A principios de octubre de 2014, los terroristas lanzaron una gran ofensiva, tomando el control de más de 200 localidades en el este del cantón. Le siguieron campañas similares en la región en la región en diciembre.
A mediados de ese mes, el Ejército sirio y las YPG arremetieron contra las fuerzas de Estado Islámico al sur de Qamishli, y capturaron una serie de pueblos, pero Estado Islámico respondió con una contraofensiva, en la que se hicieron de múltiples pueblos del sur y sureste de Tell Ma'ruf. A fines de diciembre, las YPG retomaron el control de algunas localidades cerca del cruce fronterizo de Yarubiyah-Rabia y al suroeste de la región, en respaldo de las fuerzas Peshmerga, que estaban poniendo en marcha la Ofensiva de Sinyar. Para el 21 de diciembre, sobre el final de la operación, algunos de los pueblos ocupados por Estado Islámico cerca Jaz'ah habían sido asaltados por las YPG.

## Ofensiva
La ofensiva comenzó el 21 de febrero de 2015, y para el día siguiente, los kurdos estaban a menos de 5 kilómetros de Tal Hamis, tras capturar 23 localidades y matar al menos 12 terroristas. El asalto contó con apoyo aéreo de EE.UU. y aliados árabes. Asimismo, cerca de la frontera con Irak, las YPG capturaron dos localidades. Los Peshmerga bombardearon las posiciones de los terroristas desde Irak, a través de la frontera, en coordinación con las YPG durante su avanzada.
Como respuesta a la ofensiva kurda, el 23 de febrero, Estado Islámico lanzó un masivo ataque en un puñado de aldeas a lo largo del margen sur del río Khabur, en las cercanías de Tell Tamer, con alrededor de 3.000 yihadistas y varios tanques, tras el cual capturaron 11 aldeas y secuestraron a 220 cristianos asirios, el 26 de febrero, según el OSDH. Los medios locales afirmaron que entre 33 y 35 aldeas cayeron en manos de los terroristas y afirmaron que el número de asirios secuestrados era de entre 287 y 400.
Se informó que 132 terroristas habían muerto desde el inicio de la ofensiva kurda, y que Estado Islámico estaba trasladando a yihadistas desde otros frentes en Siria para reforzar su ofensiva en Tell Tamer. Si bien los kurdos lograron recuperar varias localidades, el destino de los cristianos continuó siendo un misterio. También se reportó que Abu Omar al-Shishani, el comandante de Estado Islámico en Siria, estaba liderando el asalto a Tell Tamer.

## Consecuencias
Del 18 al 19 de marzo, los ataques aéreos de la Coalición liderada por Estados Unidos alcanzaron tres unidades tácticas del EIIL, una posición de combate del EIIL y un sistema de túneles del EIIL en la zona.
El 20 de marzo, 45 personas murieron en un doble atentado ocurrido durante una celebración kurda, en el barrio de al-Mofti, de la ciudad de Hasaka.
En los días siguientes, se produjeron enfrentamientos en Tell Khanzir y Tell Brak.
El 30 de marzo, las Fuerzas de Defensa Nacional (NDF) supuestamente capturaron 33 aldeas cerca de la aldea de Tal Brak en la zona rural de Al-Hasakah, después de feroces enfrentamientos con militantes del EIIL los días 28 y 29 de marzo.